# Намюр (графство)

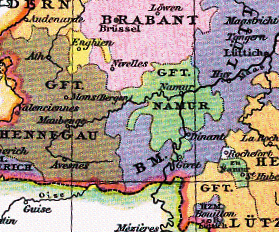
Графство Намюр в 1400.

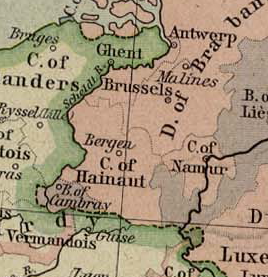
Графство Намюр в составе Бургундских Нидерландов по состоянию на 1477 год

Гра́фство Намю́р (фр. Comté de Namur) — средневековое графство со столицей в Намюре, располагавшееся на территории современной Бельгии.

## История
В начале X века существовало графство Ломм (Ломмгау), графом которого с 907 года был граф Беренгер.
В 946 году графством правил его родственник Роберт I, родоначальник Намюрского дома. Его сын Альберт I (ум. до 1011) женился на Ирменгарде (Алейде), дочери герцога Нижней Лотарингии Карла I. Альберт в 992 году получил титул графа Намюра.
Его внук Жоффруа I (1067/1068 — 19 августа 1139 года) женился на Эрмезинде I (1075 — 24 июня 1143), наследнице Люксембурга, благодаря чему их сын Генрих I Слепой (1111/1113 — 14 августа 1196) унаследовал после смерти графа Люксембурга Конрада II в 1136 году Люксембург. После смерти отца в 1139 году Генрих унаследовал и Намюр, объединив оба графства. Также Генрих унаследовал после смерти своих кузенов графства Ла Рош и Дюрбюи.
У Генриха была только дочь, Эрмезинда II (1186 — 12 февраля 1247). Но ещё в 1171 году бездетный тогда Генрих назначил наследником графства своего племянника графа Эно Бодуэна (Балдуина) V (1150 — 17 декабря 1195). И Бодуэн после рождения у Генриха дочери в 1186 году, обратился к императору Фридриху I Барбароссе, который в 1189 году возвёл Намюр в маркграфство и передал его Бодуэну V де Эно, при этом Дюрбюи и Ла Рош должна была унаследовать Эрмезинда, а Люксембург император передал графу Бургундии Оттону I, но тот в 1197 году вернул Люксембург Эрмезинде. Генрих сохранял титулы графа Намюра и Люксембурга до своей смерти.
После смерти Бодуэна Намюр унаследовал его второй сын Филипп I Благородный (1175 — 12 октября 1212). После того, как его братья отправились в Четвертый Крестовый поход, он стал регентом владений старшего брата, Балдуина. Позже он был опекуном дочерей Балдуина, но продал в 1208 году опекунство королю Франции. Перед смертью бездетный Филипп передал Намюр сыну своей сестры Иоланды и Пьера II де Куртене (ставшего в 1216 году императором Латинской империи), Филиппу II де Куртене (1195—1226).
После смерти Филипп II графство должен был наследовать его младший брат Роберт де Куртене, однако тот уступил графство другому брату Генриху II де Куртене взамен отказа последнего от трона Латинской империи.
После смерти Генриха, права на графство перешли их старшей сестре Маргарите де Куртене. Однако в 1237 году её права оспорил ещё один братом — Балдуин II де Куртене, являвшийся также к тому моменту императором Латинской империи. Однако последний император Латинской империи Балдуин II де Куртене заложил Намюр королю Франции, поскольку остро нуждался в деньгах.
Одновременно на Намюр претендовала графиня Фландрии Маргарита II, которой в 1245 году император Фридрих II пожаловал Намюр в лен, после чего за Намюр развернулась борьба между сыновьями Маргариты от двух браков: 19 мая 1250 года Гильом II Фландрский (от второго брака) подписал со своим сводным братом Жаном I д’Авен соглашение по поводу Намюра, оммаж на которое в 1249 году Маргарита уступила Жану, и которого император Вильгельм II признал маркграфом в 1248 году. Но по Перронскому договору в 1256 году Жан д’Авен был вынужден отказаться от Намюра, который вскоре, воспользовавшись отсутствием сильной власти в Священной Римской империи, захватил граф Люксембурга Генрих Белокурый (1216—1281), сын Эрмезинды II и внук графа Генриха I Слепого.
В 1263 году Балдуин II де Куртенэ продал права на Намюр сыну графа Фландрии Ги де Дампьеру (1225—1305). Ги начал войну против Генриха Люксембургского, которая закончилась в 1264 году заключением договора, по которому Ги женился на дочери Генриха, Изабелле (ок. 1247—1298), и получил в приданое Намюр.
После её смерти Намюр получил Жан I, старший сын Ги от этого брака. Его потомки управляли маркграфством до смерти в 1429 года внука Жана I, Жана III (ум. 1429), продавшего в 1421 году права на Намюр герцогу Бургундии Филиппу III Доброму. С этого момента Намюр вошёл в состав Бургундского герцогства.